# Scarus spinus
Scarus spinus är en fiskart som först beskrevs av Kner, 1868.  Scarus spinus ingår i släktet Scarus och familjen Scaridae. IUCN kategoriserar arten globalt som livskraftig. Inga underarter finns listade i Catalogue of Life.